# Dorsum Zirkel
Der Dorsum Zirkel ist ein 210 km langer, sogenannter Dorsum im Mare Imbrium auf dem Erdmond. Er wurde 1976 nach dem deutschen Geologen und Mineralogen Ferdinand Zirkel benannt. 

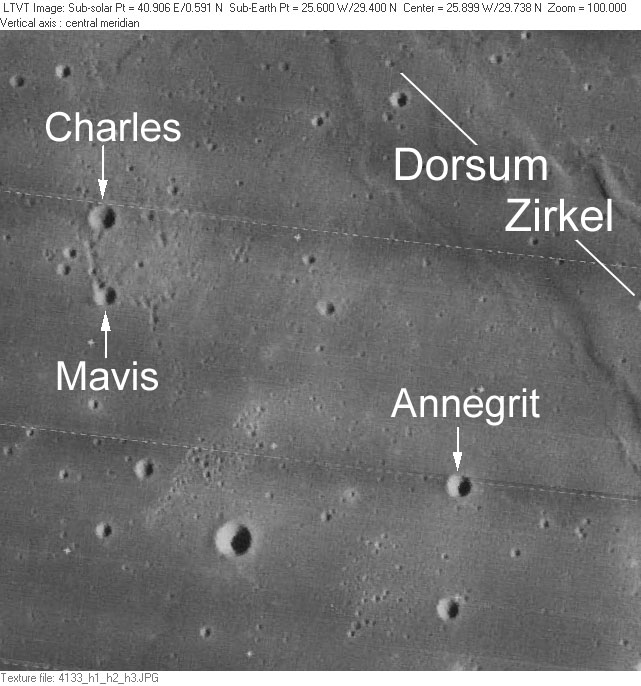
Krater Annegrit, Charles und Mavis (Lunar Orbiter 4)

Südlich der nördlichen Ausläufer von Dorsum Zirkel liegt eine Gruppe sehr kleiner Krater, die ihre namentliche Bezeichnung ihrem Erscheinen auf dem Blatt 40A1/S1 (Dorsum Zirkel) der Topophotomap-Kartenserie der NASA verdanken. Diese Bezeichnungen wurden 1976 von der IAU übernommen. 
| Name     | Position           | Durchmesser | Link |
| -------- | ------------------ | ----------- | ---- |
| Annegrit | 29,41° N, 25,64° W | 1 km        |      |
| Charles  | 29,88° N, 26,37° W | 1 km        |      |
| Mavis    | 29,75° N, 26,36° W | 1 km        |      |

Die Namen dieser Krater erscheinen in einer Liste als Kraternamen vorgesehener männlicher und weiblicher Vornamen in den Proceedings der 16. Generalversammlung der IAU (Grenoble 1976).